# Zodiac and Swastika
Zodiac and Swastika è un libro del 1968 di Wilhelm Wulff. È stato pubblicato nel 1973 negli Stati Uniti da Coward, McCann & Geoghegan e nel Regno Unito da Arthur Barker Limited di Londra. L'edizione inglese ha una prefazione di Walter Laqueur.